# Lazhar Chemli
Lazhar Chemli (arabe : الأزهر الشملي), né le 1er février 1951 à Ksar Hellal, est un médecin et homme politique tunisien.

## Biographie

### Formation
Après avoir obtenu un baccalauréat en 1971, il étudie à la faculté de médecine de Tunis puis à l'université Claude-Bernard-Lyon-I.
De 1981 à 1992, il travaille dans le secteur de la santé publique dans le gouvernorat de Monastir. En 1992, il fait son entrée dans le secteur privé dans sa ville natale de Ksar Hellal.

### Parcours politique
Se déclarant panarabiste et nassériste, Lazhar Chemli intègre le Mouvement de la tendance islamique, devenu ensuite Ennahdha, dont il est membre de 1972 à 2011. Pour cette raison, il est arrêté en 1981, sous le régime de Habib Bourguiba, et interdit de voyager. Il participe toutefois aux élections législatives de 1989 sous la bannière d'une liste indépendante (utilisant la couleur mauve) appartenant à Ennahdha.
En 2011, Chemli démissionne du parti pour rejoindre les rangs du Congrès pour la République, sous la bannière duquel il est élu constituant comme représentant de la circonscription de Monastir.
En 2014, il adhère au Courant démocrate et devient membre du bureau politique. Lors des élections législatives de 2019, il est élu député de la même circonscription.

### Vie privée
Lazhar Chemli est marié et père de quatre enfants.